# Murgese
Murgesen är en hästras som härstammar från Italien. Den har sitt ursprung i neapolitanerhästen, som härstammar från 1400-talet men som i.o.m. förändrade ideal nästan dog ut på 1800-talet. En samling godsägare i Puglia ville dock rädda det som var kvar av rasen och så skapades murgesen även om den knappt har någon likhet med sin föregångare. Den moderna murgesen har dock liknande egenskaper som neapolitanaren med en hård benstomme, härdiga hovar och en naturlig resistens mot sjukdomar. Murgesen används främst som en ridhäst men även som körhäst eller inom lättare jordbruk. Murgesehästarna är även populära för att producera mulor, då de ger starka avkommor.

## Historia
Murgesehästen utvecklades naturligt i ett halvvilt tillstånd i kalkstensbergen i området Murgia i södra Italien. Dessa kalkstensberg är kända för sitt torra klimat och en miljö som gav djur med bra och tät benstruktur och ett naturligt motstånd mot sjukdomar. Det karga landskapet gav hästar med hård benstruktur och hårda hovar på en häst som även var naturligt sund.
Under slutet av 1400-talet och 1500-talet var hästar från kalkstensbergen i Murgia mycket eftersökta av kavalleriet och många hästar fångades in för att användas som krigshästar. De infångade hästarna avlades mestadels med varandra för att till slut utveckla en någorlunda standard bland hästarna som kom att kallas murgese efter området Murgia där de föddes upp.
Under 1800-talet dog intresset för rasen ut då man hade utvecklat andra hästar som uppfyllde de krav som folket ställde på sina hästar. Under 1920-talet växte intresset för att rädda vad som fanns kvar av den en gång så berömda stridshästen från  södra Italien. Man valde ut tre hingstar och tjugo ston som man ansåg var de som hade mest lika kvalitéer med sina förfäder. Genom 1900-talet har sedan idealen för murgesehästen förändrats och det har gjort att den idag kan variera i sitt utseende. Idag bedrivs dock avelsarbetet noggrant för att murgesen ska få tillbaka sitt ursprungsutseende i större utsträckning. Den räknas nu till barockhästarna.

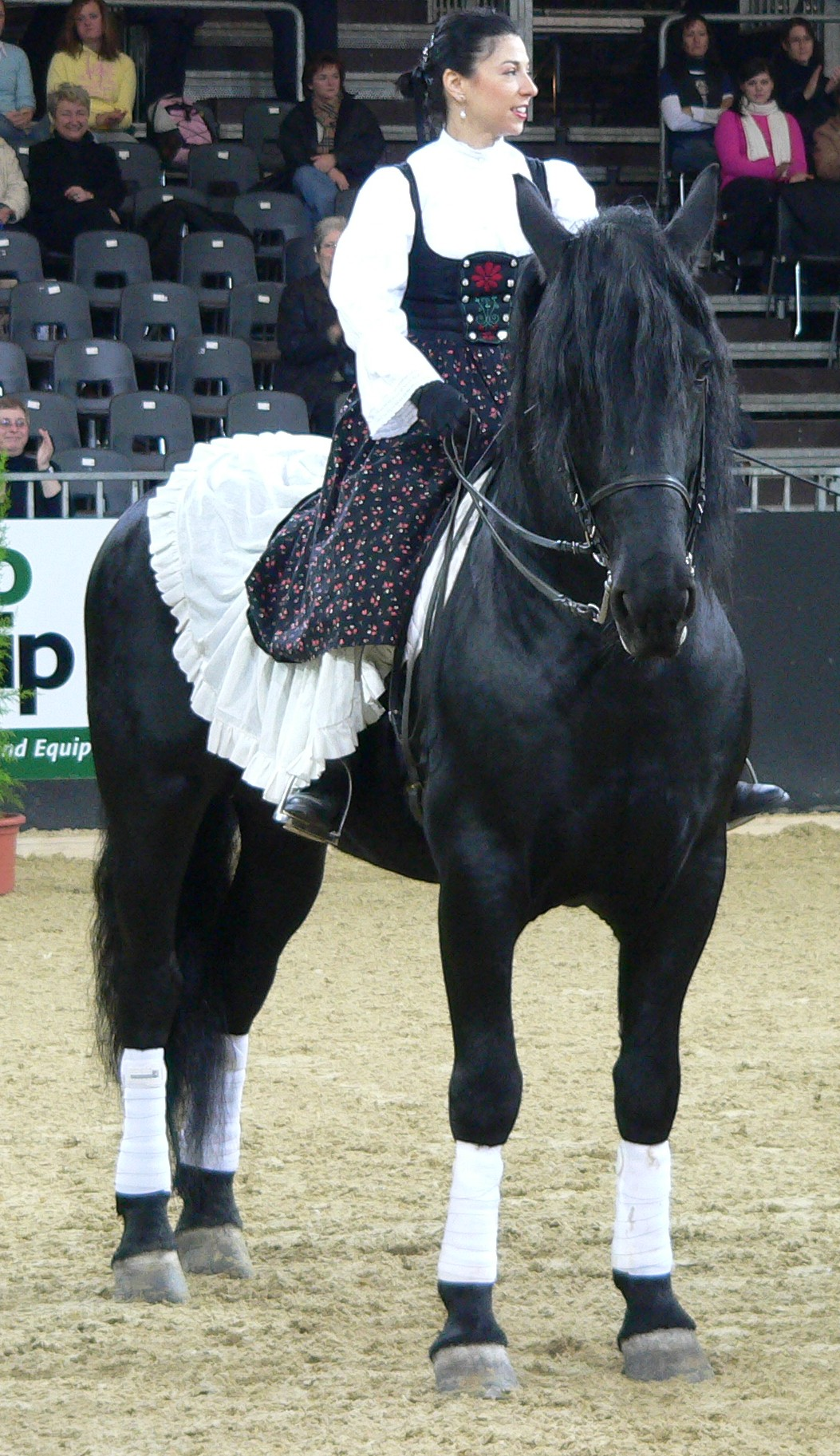
Under speciella tillfällen framförs Murgesehästarna av ryttare i traditionella folkdräkter från Murgia. Här visas Murgesen upp på Equitana i Tyskland år 2005.

## Egenskaper
Murgesen har avlats fram för att få sina föregångares egenskaper som hård benstomme, hårda tåliga hovar och ett naturligt motstånd mot sjukdomar. Tjockt och långt tagel i man och svans är typiskt för hästarna samt en kort och stark rygg, kapacitet för samling och en hög ridbarhet för klassisk dressyr.
Men Murgesehästarna är rörliga, har energi, är aktiva och billiga i drift och väldigt populära vid speciella högtider i provinsen Murge då man rider dem i typiska folkdräkter. Mankhöjden kan variera kraftigt men ligger vanligtvis mellan 155 och 168 cm. Det finns endast två tillåtna färger hos rasen. Svart eller Svarskimmel (eng. blue roan eller tyska mohrenkopf)

### Övriga källor
- Aftonbladets artikel om murgesehästen
- Kort om murgesehästen
- ”Caratteristiche e standard | Associazione regionale cavallo murgese”. www.assregcavallomurgese.it. Arkiverad från originalet den 16 augusti 2013. https://web.archive.org/web/20130816034618/http://www.assregcavallomurgese.it/caratteristiche.php. Läst 14 januari 2016.
- Murgesehästens historia